# Rod McKuen

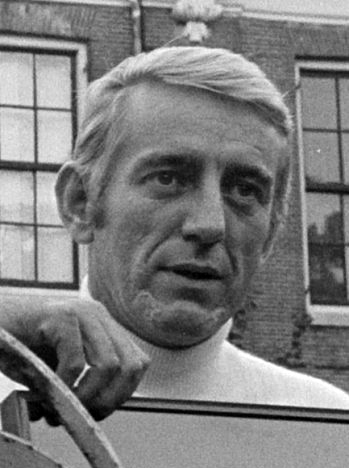
Rod McKuen (1972)

Rodney Marvin McKuen (* 29. April 1933 in Oakland, Kalifornien; † 29. Januar 2015 in Beverly Hills, Kalifornien) war ein US-amerikanischer Lyriker, Komponist und Singer-Songwriter.

## Leben und Werk
McKuen, 1933 in Oakland geboren, flüchtete elfjährig vor seinem alkoholsüchtigen und gewalttätigen Stiefvater und lebte an der amerikanischen Westküste u. a. als Farmgehilfe, Landvermesser, Holzfäller, Rodeoreiter und Stuntman. Später arbeitete er als Kolumnist und nahm am Koreakrieg als Propagandaautor teil. Nach der Rückkehr in die USA trat er in San Francisco zunächst mit Folk Songs, später auch mit eigenen Liedern auf und spielte Ende der 1950er Jahre mehrere Alben bei Decca Records ein. Außerdem sang er in Lionel Hamptons Band und wirkte in Filmen wie Pretty Baby (1956) und Summer Love (1958) mit.
In den 1960er Jahren lebte McKuen in Frankreich und übersetzte zahlreiche Chansons Jacques Brels ins Englische. Berühmt wurden Titel wie If You Go Away, gesungen u. a. von Neil Diamond, und Seasons in the Sun, gesungen von Terry Jacks; der Sänger Scott Walker nahm mehrere dieser Adaptionen auf Platte auf. Außerdem übersetzte McKuen auch Chansons von Gilbert Bécaud, Pierre Delanoë, Michel Sardou und anderen.
In der zweiten Hälfte der 1960er Jahre veröffentlichte er Lyrikbände wie Stanyan Street and Other Sorrows, Listen to the Warm und Lonesome Cities, mit denen er großen Erfolg in der Hippie-Szene hatte. Das Album Lonesome Cities wurde 1968 mit einem Grammy (Best Spoken Word Recording) ausgezeichnet. Mit der Arrangeurin Anita Kerr und den San Sebastian Strings nahm er ab 1967 eine Reihe von Popalben auf, darunter The Sea (1967), The Earth (1967), The Sky (1968), Home to the Sea (1969), For Lovers (1969) und The Soft Sea (1970). Für Frank Sinatra schrieb er die Songs für das Album A Man Alone. 1971 erschienen die Singles Soldiers Who Want To Be Heroes und Without a Worry in the World, die beide Platz 1 der niederländischen Single-Charts erreichten. 
In den 1960er und 1970er Jahren komponierte er zudem einige erfolgreiche Filmmusiken, unter anderem 1969 den Soundtrack zu Die besten Jahre der Miss Jean Brodie (The Prime of Miss Jean Brodie) und 1971 den Originalscore zu Cowboy John – Der letzte Held im Wilden Westen. Für den Song Jean wurde er für einen Oscar (Best Song) nominiert, eine weitere Oscar-Nominierung brachte ihm die Musik zu dem Film A Boy Named Charlie Brown (1970) ein.
Später wandte sich McKuen auch der klassischen Musik zu. Er komponierte Sinfonien, Orchestersuiten, Instrumentalkonzerte und kammermusikalische Werke. Sein Stück The City: A Suite für Erzähler und Orchester wurde für den Pulitzer-Preis für Musik nominiert. Daneben nahm er weitere Alben wie New Ballads (1970), Pastorale (1971) und McKuen Country (1976) auf. 1977 erschien sein autobiographisches Buch Finding My Father. Ab 1998 veröffentlichte er auf der Internetseite Rod McKuen / A Safe Place To Land Gedichte, Musik, Fotografien und eine tägliche Kolumne. Nach der Website wurde auch sein Buch A Safe Place To Land, das mit neuen Gedichten und zwei Musik-CDs aufwartete, benannt.
Insgesamt nahm McKuen mehr als 200 Alben auf, erhielt weltweit mehr als 60 Gold- und Platinschallplatten und veröffentlichte mehr als dreißig Gedichtbände, die in ein Dutzend Sprachen übersetzt wurden. Seine Songs wurden von Künstlern wie Frank Sinatra, Madonna, Perry Como, Petula Clark, Daliah Lavi, Waylon Jennings, Chet Baker, Pete Fountain, Andy Williams, Percy Faith, Dusty Springfield, Johnny Mathis und Al Hirt aufgenommen.
McKuen starb am 29. Januar 2015 im kalifornischen Beverly Hills im Alter von 81 Jahren an den Folgen einer Lungenentzündung.

## Trivia
Im Peanuts Comic Strip vom 3. Oktober 1969 (u. a. wiederholt am 30. September 2016) wird er von Sally Brown erwähnt, die meinte, dass selbst er keine Kuhbeine zeichnen könne.

## Preisverleihungen
- 1969: Oscar-Nominierung für Rod McKuen in der Kategorie „Best Music (Song – Original for the Picture)“ bei der Verleihung 1970 für Jean[4]
- 1970: Oscar-Nominierung für Rod McKuen in der Kategorie „Best Music (Original Song Score)“ bei der Verleihung 1971 für den Film A Boy Named Charlie Brown[5]

## Filmografie
- 1958: Der Tod reitet mit (Wild Heritage)
- 1968: Joanna
- 1969: Die besten Jahre der Miss Jean Brodie (The Prime of Miss Jean Brodie)
- 1969: Charlie Brown und seine Freunde (A Boy named Charlie Brown)
- 1971: Say Goodbye
- 1972: Cowboy John – Der letzte Held im Wilden Westen (Scandalous John)
- 1973: Lisa, Bright and Dark
- 1973: The Borrowers
- 1976: Emily